# Вучибаба
Вучибаба е рид в Западна България, част от Видлич, между пролома на река  Зли дол (дясна съставяща на река Нишава)  и  река Реновщица (лява съсравяща на река Височица (Комщица, Темска река).
Вучибаба се издига в западната част на Стара планина между пролома на река Зли дол на изток и река Реновщица на северозапад. На североизток чрез седловина висока 1129 m и на изток чрез пролома на река Зли дол се свързва с Берковска планина, а на запад чрез седловина висока 992 m – с останалите части на планината Видлич. На юг достига долината на река Нишава. Билото на рида е плоско, обезлесено, покрито с пасища, над което се издигат отделни височини. Най-високата ѝ точка е връх Големи Дел (1362,9 m), разположен в средата на рида. Във всички посоки склоновете му са стръмни, на места отвесни с денивелация над 500 m над околните долини.
Ридът е изграден предимно от юрски и триаски окарстени варовици. Дължината ѝ от запад на изток е около 8 km, а ширината – около 6 km.
В средата на рида се намира малкото селце Равна, а в подножията му – град Годеч (на юг) и селата Ропот и Смолча (на запад), Комщица и Губеш (на север).
По източната ограда на рида малката река Зли дол е образувала забележителен пролом, дълъг около 4 km, по който е прокарано шосето от Годеч за село Губеш и, който е малко известен сред туристите в България.

## Топографска карта
- Лист от карта K-34-34. Мащаб: 1 : 100 000.
- Лист от карта K-34-35. Мащаб: 1 : 100 000.